# Пуерто-Плата (аеропорт)
Міжнародний аеропорт Пуерто-Плата імені Грегоріо Луперона (ісп. Aeropuerto Internacional Gregorio Luperón) (IATA: POP, ICAO: MDPP), також відомий як аеропорт Пуерто-Плата, розташований у Пуерто Платі, Домініканська Республіка. Це четвертий за завантаженістю аеропорт Домініканської Республіки за пасажиропотоком і рухом повітряних суден після таких аеропортів як: Пунта-Кана, Санто-Домінго та Сантьяго-де-лос-Трейнта-Кабальєрос. Аеропорт названий на честь генерала Грегоріо Луперона, домініканський військовий і державний діяч. Здатний обслуговувати літаки будь-яких розмірів, аеропорт Пуерто-Плата виграв від того, що він знаходиться в районі з багатьма пляжами, які популярні серед пасажирів чартерних авіаліній. Популярність міста, де воно розташоване, також протягом багатьох років привернула ряд регулярних пасажирських авіакомпаній.

## Аварії і катастрофи

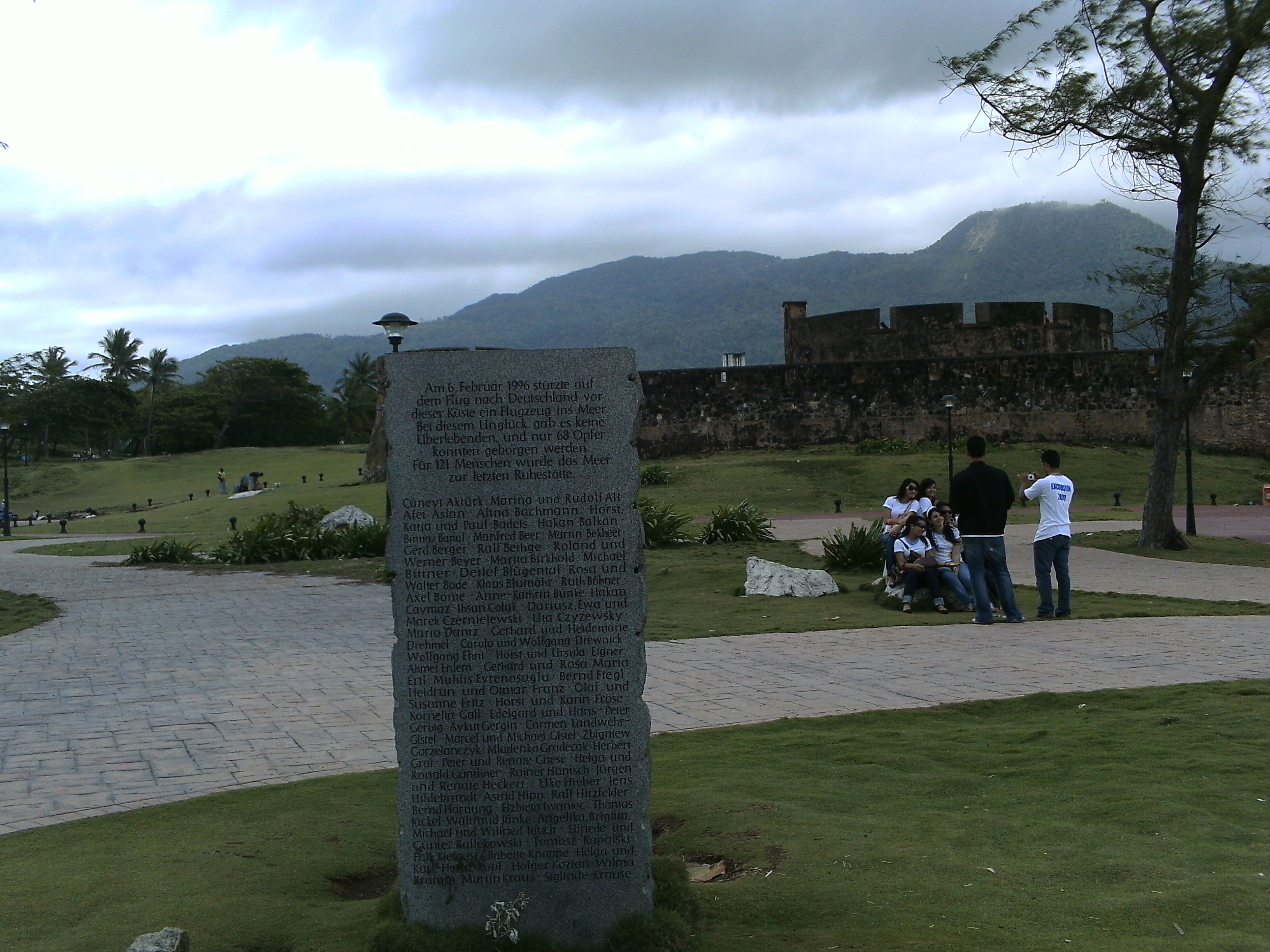
Меморіал катастрофі рейсу 301 Birgenair, поставлений на березі Атлантичного океану.

- 6 лютого 1996 року літак Boeing 757-200 виконував рейс 301 для авіакомпанії Birgenair і прямував за маршрутом Пуерто-Плата—Гандер—Берлін—Франкфурт-на-Майні, а рейс виконувався для місцевої домініканської авіакомпанії Alas Nacionales[en]. Незабаром після зльоту з аеропорту Пуерто-Плата літак впав в Атлантичний океан за 26 кілометрів від берега. Внаслідок удару загинули всі 189 осіб - 176 пасажирів і 13 членів екіпажу. Було виявлено, що один з індикаторів повітряної швидкості Boeing 757-200 не працював належним чином через те, що піщана оса влаштувала гніздо в трубці Піто, що збентежило пілотів, чи була швидкість літака занадто швидкою чи надто низькою. Чорний ящик, реєстратор даних вказував на помилку капітана, оскільки замість вимірювання швидкості повітря через один із робочих покажчиків швидкості повітря він продовжував використовувати несправний індикатор і не повернувся в аеропорт. Літак було орендовано через проблему з запланованим літаком на рейс.